# Geonoma (palm)
Geonoma is een geslacht uit de palmenfamilie (Arecaceae). De soorten komen voor in Mexico, Centraal-Amerika en Zuid-Amerika.

## Soorten
- Geonoma appuniana Spruce
- Geonoma arundinacea Mart.
- Geonoma aspidiifolia Spruce
- Geonoma atrovirens Borchs. & Balslev
- Geonoma baculifera (Poit.) Kunth
- Geonoma brenesii Grayum
- Geonoma brevispatha Barb.Rodr.
- Geonoma brongniartii Mart.
- Geonoma camana Trail
- Geonoma chlamydostachys Galeano-Garcés
- Geonoma chococola Wess.Boer
- Geonoma concinna Burret
- Geonoma congesta H.Wendl. ex Spruce
- Geonoma cuneata H.Wendl. ex Spruce
- Geonoma densa Linden & H.Wendl.
- Geonoma deversa (Poit.) Kunth
- Geonoma divisa H.E.Moore
- Geonoma epetiolata H.E.Moore
- Geonoma ferruginea H.Wendl. ex Spruce
- Geonoma gamiova Barb.Rodr.
- Geonoma gastoniana Glaz. ex Drude
- Geonoma hoffmanniana H.Wendl. ex Spruce
- Geonoma hugonis Grayum & Nevers
- Geonoma interrupta (Ruiz & Pav.) Mart.
- Geonoma irena Brochs.
- Geonoma jussieuana Mart.
- Geonoma laxiflora Mart.
- Geonoma leptospadix Trail
- Geonoma linearis Burret
- Geonoma longipedunculata Burret
- Geonoma longivaginata H.Wendl. ex Spruce
- Geonoma macrostachys Mart.
- Geonoma maxima (Poit.) Mart.
- Geonoma monospatha de Nevers
- Geonoma mooreana de Nevers & Grayum
- Geonoma myriantha Dammer
- Geonoma oldemanii Granv.
- Geonoma oligoclona Trail
- Geonoma orbignyana Mart.
- Geonoma paradoxa Burret
- Geonoma paraguanensis H.Karst.
- Geonoma pauciflora Mart.
- Geonoma poeppigiana Mart.
- Geonoma pohliana Mart.
- Geonoma polyandra Skov
- Geonoma polyneura Burret
- Geonoma rubescens H.Wendl. ex Drude
- Geonoma santanderensis Galeano & R.Bernal
- Geonoma schottiana Mart.
- Geonoma scoparia Grayum & Nevers
- Geonoma seleri Burret
- Geonoma simplicifrons Willd.
- Geonoma spinescens H.Wendl.
- Geonoma stricta (Poit.) Kunth
- Geonoma supracostata Svenning
- Geonoma talamancana Grayum
- Geonoma tenuissima H.E.Moore
- Geonoma triandra (Burret) Wess.Boer
- Geonoma triglochin Burret
- Geonoma trigona (Ruiz & Pav.) A.H.Gentry
- Geonoma umbraculiformis Wess.Boer
- Geonoma undata Klotzsch
- Geonoma weberbaueri Dammer ex Burret
- Geonoma wilsonii Galeano & R.Bernal

... · 
Acanthophoenix · 
Acoelorrhaphe · 
Acrocomia · 
Actinokentia · 
Actinorhytis · 
Adonidia · 
Aiphanes · 
Allagoptera · 
Alloschmidia · 
Ammandra · 
Aphandra · 
Archontophoenix · 
Areca · 
Arenga · 
Asterogyne · 
Astrocaryum · 
Attalea · 
Balaka · 
Bactris · 
Barcella · 
Basselinia · 
Beccariophoenix · 
Bentinckia · 
Bismarckia · 
Borassodendron · 
Borassus · 
Brahea · 
Brassiophoenix · 
Brongniartikentia · 
Burretiokentia · 
Butia · 
Calamus · 
Calospatha · 
Calyptrocalyx · 
Calyptrogyne · 
Calyptronoma · 
Campecarpus · 
Carpentaria · 
Carpoxylon · 
Caryota · 
Ceratolobus · 
Ceroxylon · 
Chamaedorea · 
Chamaerops · 
Chambeyronia · 
Chelyocarpus · 
Chuniophoenix · 
Clinosperma · 
Clinostigma · 
Coccothrinax · 
Cocos · 
Colpothrinax · 
Copernicia · 
Corypha · 
Cryosophila · 
Cyphokentia · 
Cyphophoenix · 
Cyphosperma · 
Cyrtostachys · 
Daemonorops · 
Deckenia · 
Desmoncus · 
Dictyocaryum · 
Dictyosperma · 
Dransfieldia · 
Drymophloeus · 
Dypsis · 
Elaeis · 
Eleiodoxa · 
Eremospatha · 
Eugeissona · 
Euterpe · 
Euterpe · 
Gaussia · 
Guihaia · 
Hedyscepe · 
Hemithrinax · 
Heterospathe · 
Howea · 
Hydriastele · 
Hyophorbe · 
Hyospathe · 
Hyphaene · 
Iguanura · 
Iriartella · 
Itaya · 
Johannesteijsmannia · 
Juania · 
Jubaea · 
Jubaeopsis · 
Kentiopsis · 
Livistona · 
Lodoicea · 
Mauritia · 
Medemia · 
Metroxylon · 
Nannorrhops · 
Nypa · 
Phoenix · 
Raphia · 
Ravenea · 
Rhapis · 
Rhopalostylis · 
Roystonea · 
Sabal · 
Salacca · 
Serenoa · 
Syagrus · 
Tahina · 
Trachycarpus · 
Trithrinax · 
Washingtonia · 
Wodyetia · 
...